# Chester, Maryland
Chester är en ort i Queen Anne's County i delstaten Maryland, USA.